# École de l'air et de l'espace

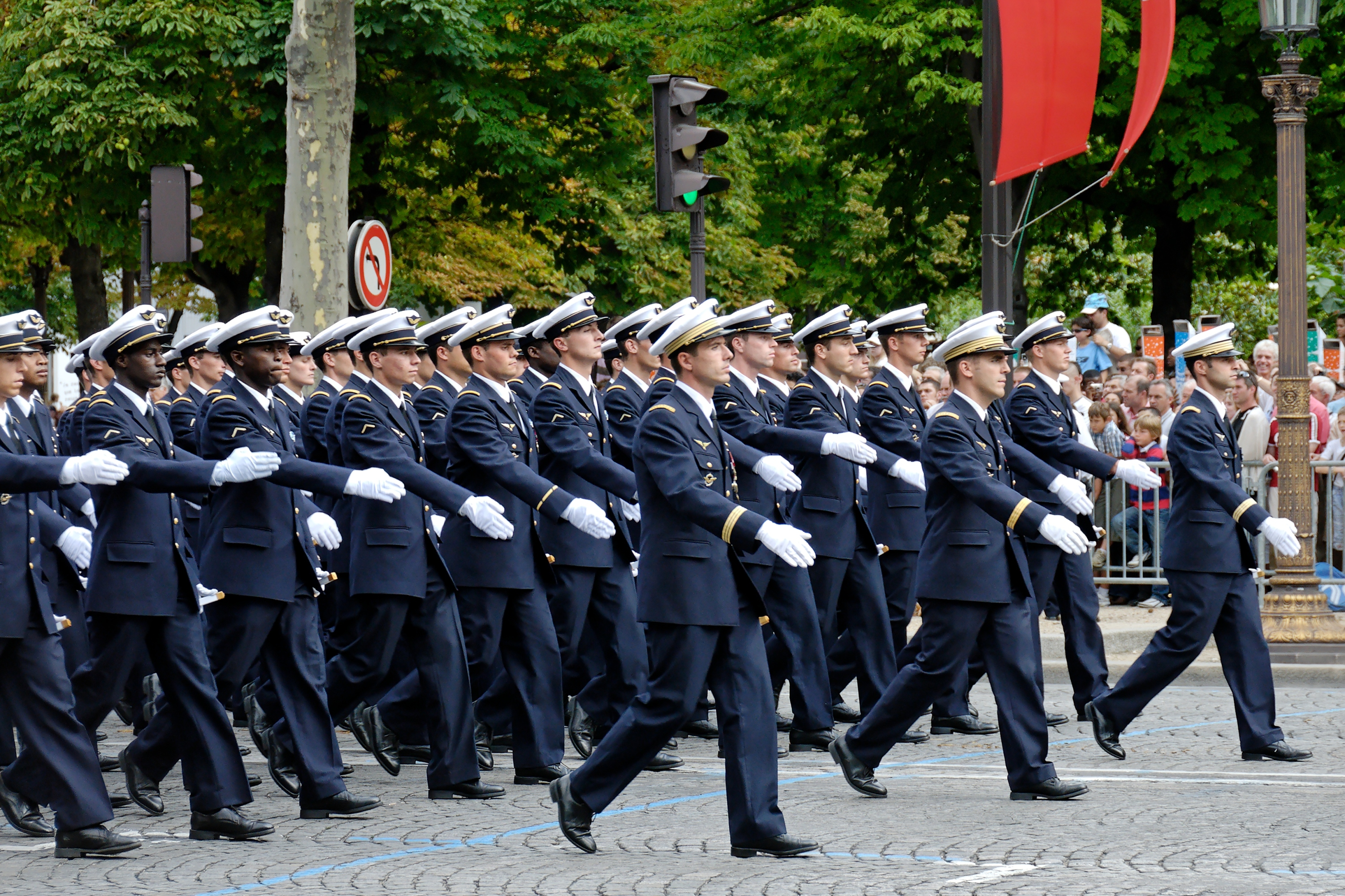
Kadeti École de l'air při přehlídce v Paříži

École de l'air et de l'espace, do 1. července 2021 École de l'air (EA) [ekol delér] je elitní francouzská vysoká škola, akademie vojenského letectva. Jejím mottem je „Faire face“ (česky Čelit). Nachází se v Salon-de-Provence v jižní Francii. Jejími absolventy jsou stíhací piloti, inženýři a technici.

## Kvalifikace
- inženýr École de l'Air
- Mastère Spécialisé (ve spolupráci s École nationale de l'aviation civile a Institut supérieur de l'aéronautique et de l'espace)[3]
- MOOC protivzdušná obrana[4][5].

## Absolventi
- Patrick Baudry, francouzský kosmonaut
- Jean-Loup Chrétien, francouzský kosmonaut
- Léopold Eyharts, francouzský vojenský pilot
- Jean-Pierre Haigneré, francouzský kosmonaut
- Michel Tognini, francouzský kosmonaut
- Edmond Marin la Meslée, francouzské letecké eso druhé světové války